# Ukraińska Partia Pracy
Ukraińska Partia Pracy (UPP) – ukraińska partia polityczna, powstała w maju 1927 we Lwowie.
Założyła ją część byłych członków Ukraińskiego Zjednoczenia Narodowo-Demokratycznego. Ideologicznie partia związana była z tzw. grupą niezależną Ukraińskiej Partii Robotniczej.
Partia odrzucała postanowienie Rady Ambasadorów o uznaniu suwerenności Polski w Galicji Wschodniej, popierała Jewhena Petruszewycza i czynnie propagowała koncepcje radianofilstwa - oparcia o USRR, której zwolennikiem był Petruszewycz. Przewodniczącym partii był Wiaczesław Budzynowśkyj, zastępcą przewodniczącego Mychajło Zachidnyj, sekretarzem M. Topolnyćkyj. Partia wydawała pisma "Rada" i "Pracja". Istniała do 1930, dokonała samorozwiązania.